# Élections législatives danoises de 1932
Les élections législatives danoises de 1932 ont eu lieu le 16 novembre 1932.

## Résultats

### Danemark métropolitain
| Inscrits                                          | Inscrits                 | Inscrits                 | 1 903 215 |             |                       |                       |
| Abstentions                                       | Abstentions              | Abstentions              | 352 094   | 18,5 %      |                       |                       |
| Votants                                           | Votants                  | Votants                  | 1 551 121 | 81,5 %      |                       |                       |
|                                                   |                          |                          |           |             |                       |                       |
| Bulletins enregistrés                             | Bulletins enregistrés    | Bulletins enregistrés    | 1 551 121 |             |                       |                       |
| Bulletins blancs ou nuls                          | Bulletins blancs ou nuls | Bulletins blancs ou nuls | 4 039     | 0,26 %      |                       |                       |
| Suffrages exprimés                                | Suffrages exprimés       | Suffrages exprimés       | 1 547 082 | 99,74 %     | 148 sièges à pourvoir | 148 sièges à pourvoir |
|                                                   |                          |                          |           |             |                       |                       |
| Liste                                             | Tête de liste            |                          | Suffrages | Pourcentage | Sièges acquis         | Var.                  |
| Social-démocratie                                 | Thorvald Stauning        |                          | 660 839   | 42,72 %     | 62 / 148              | 1                     |
| Venstre                                           | Thomas Madsen-Mygdal     |                          | 381 862   | 24,68 %     | 38 / 148              | 5                     |
| Parti populaire conservateur                      | Christmas Møller         |                          | 289 531   | 18,71 %     | 27 / 148              | 3                     |
| Parti social-libéral danois                       | Peter Rochegune Munch    |                          | 145 221   | 9,39 %      | 14 / 148              | 2                     |
| Parti de la justice                               | Néant                    |                          | 41 238    | 2,67 %      | 4 / 148               | 1                     |
| Parti communiste du Danemark                      | Néant                    |                          | 17 179    | 1,11 %      | 2 / 148               | 2                     |
| Parti du Schleswig                                | Néant                    |                          | 9 868     | 0,64 %      | 1 / 148               | en stagnation         |
| Parti national-socialiste des travailleurs danois | Néant                    |                          | 757       | 0,05 %      | 0 / 148               | n/a                   |
| Autres listes                                     | Néant                    |                          | 587       | 0,04 %      | 0 / 148               |                       |